# Criatura Selvagem
Creature of Havoc (no Brasil: Criatura Selvagem) é o vigéssimo-quarto livro-jogo da coleção Fighting Fantasy (que no Brasil e em Portugal recebeu o nome de Aventuras Fantásticas), escrito por Steve Jackson e ilustrado por Gary Ward e Edward Crosby publicado originalmente em 1986 pela  Puffin Books, em 2003, foi republicado pela Wizard Books.

## No Brasil
Embora a coleção tenha sido publicado na década de 1990 pela Marques Saraiva, o livro foi publicado somente em 2010 pela Jambô, editora que em 2009 republicou a coleção no país com o título original, Fighting Fantasy.